# Gheorghe Guzun (jurist)
Gheorghe Guzun (în rusă Георгий Гузун; n. 18 august 1935, raionul Criuleni, Republica Moldova – d. 9 octombrie 2003) a fost un profesor, jurist, doctor în jurisprudență (1975) și conferențiar universitar sovietic și moldovean.
A efectuat numeroase lucrări științifice (peste 60), inclusiv: 3 monografii, 6 broșuri, 49 de articole, 19 lucrări științifice, metodice și publicări în reviste de specialitate.

## Biografie
S-a născut în satul Drăsliceni din județul Lăpușna, Basarabia (România interbelică). În anii 1944-1951 a studiat la școala medie din localitatea natală, ulterior, la Școala pedagogică din Orhei (1951-1955).
În 1968 a absolvit Facultatea de Drept a Universității de Stat (USM) din Chișinău, iar în 1971 a susținut doctoratul, la aceeași universitate. În același an a devenit lector asistent al USM, apoi lector universitar, lector superior și conferențiar universitar, în anii 1968-1985. În 1975 a devenit doctor în drept, susținut la Universitatea din Odesa.
Ulterior, a activat în cadrul Institutului de Cercetări Științifice în domeniul pedagogiei (1985-1991), Institutul de Filozofie, Sociologie și Drept al Academiei de Științe a Moldovei (1991-1993) și Universitatea Liberă Internațională din Moldova (1993-2003). 

## Lucrări
- „Teoria generală a statului și dreptului”
- „Întrebări ale teoriei generale a statului și dreptului” (1971)
- „Sistemul politic al societății (1981)
- „Fundamentele statului și dreptului” (1987)